# 156 km (obwód twerski)
156 km (ros. 156 км) – przystanek kolejowy w rejonie rżewskim, w obwodzie twerskim, w Rosji. Położony jest na linii Lichosławl – Rżew – Wiaźma, w oddaleniu od skupisk ludzkich. Najbliższą miejscowością jest Szełomowo.